# はくちょう座デルタ星
はくちょう座δ星（はくちょうざデルタせい、δ Cyg / Delta Cygni）は、はくちょう座の恒星で3等星。西暦11600年頃、4世紀ほどに渡って北極星になると予測されている。

## 特徴
この星系は3連星であり、二つの星は接近しており、もう一つは少し離れている。この配置は安定している。
肉眼で見える青白い星は準巨星である。この星は主系列星段階の終わりに近く、他の熱い星と同じように高速で自転している（135km/秒、太陽の約60倍）。近い伴星は黄白色でF型の6等星 (6.33) で、明るさは太陽の6倍、質量は1.5倍である。遠い伴星はオレンジ色（K型）の12等星で、明るさは太陽の38%、質量は70%である。

## 名称
アラビアでは、ζ星、ε星、γ星とともに、 al-Fawāris (الفوارس、古代アラビア語で「騎手」の意味）というアステリズムを構成する星の一つとされた。2018年6月1日、国際天文学連合の恒星の命名に関するワーキンググループ (Working Group on Star Names, WGSN) は、はくちょう座δ星Aの固有名として Fawaris を正式に承認した。